# Otakar Klich

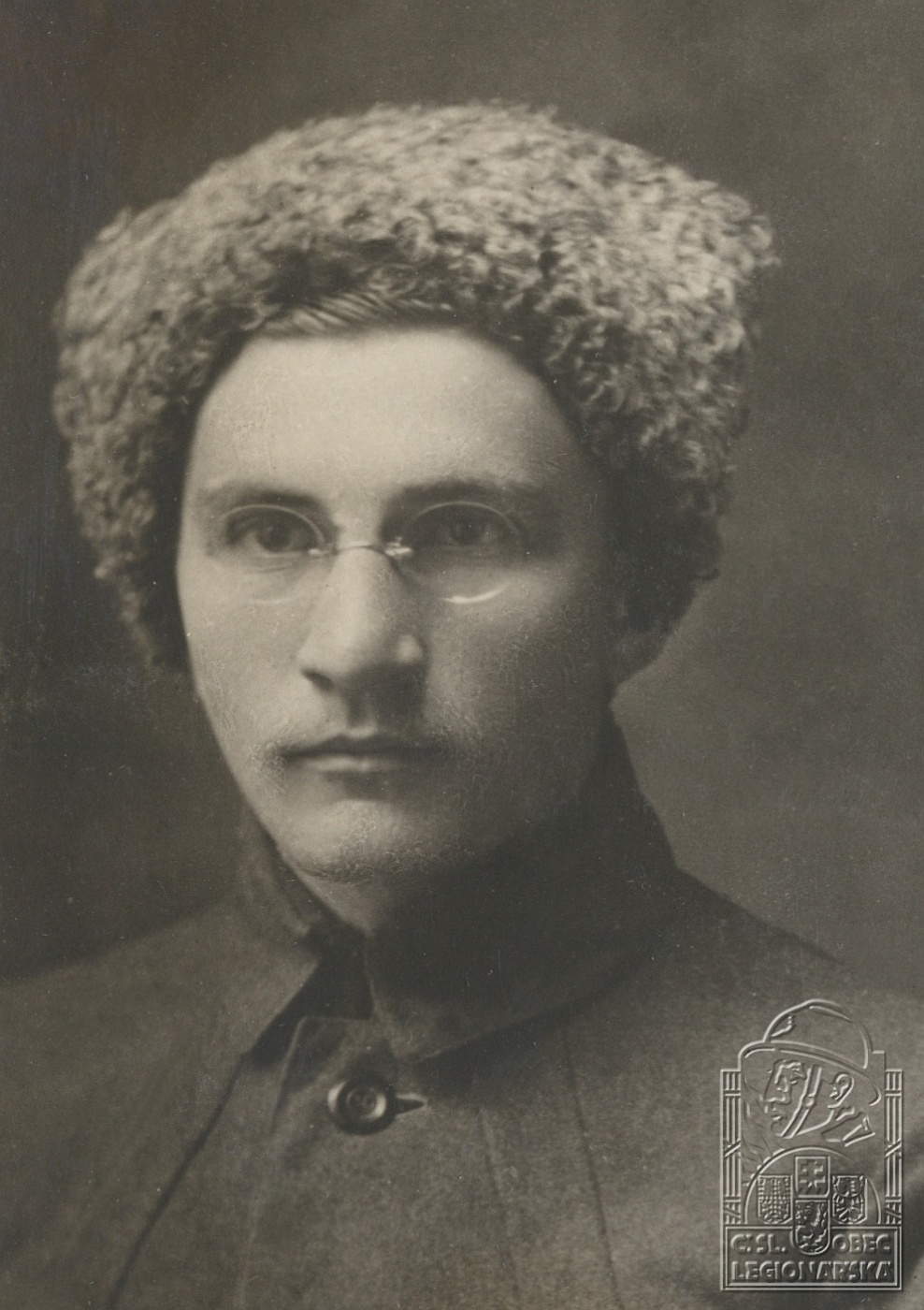
Otakar Klich v čs. legiích na Rusi

Otakar Klich (10. května 1896 Polonnoje, Volyň-Rovno, Ruské císařství – 18. dubna 1942 koncentrační tábor Osvětim) byl příslušníkem československých legií na Rusi, po návratu do Československa pracoval jako  prokurista. V Československé obci sokolské (ČOS) byl členem náčelnictva a předsednictva ČOS a vykonával funkci náčelníka župy Scheinerovy. Za protektorátu se zapojil do nejvyšších pater domácího sokolského protiněmeckého odboje.  

## Život

### První světová válka
Otakar Klich se narodil 10. května 1896 v Polonnoje. Za první světové války bojoval jako příslušník československých legií na Rusi. Do Ruské družiny československých legií na Rusi byl zařazen 26. srpna 1914 v hodnosti vojína. Službu v legiích skončil jako příslušník 1. střeleckého pluku rovněž v hodnosti vojína. Jeho působení v legiích bylo ukončeno 1. března 1918.

### Protektorát
Krátce po německé okupaci Čech a Moravy (14. až 16. března 1939) a vyhlášení Protektorátu Čechy a Morava (16. března 1939) zřídila Československá obec sokolská (ČOS) „tajný spojovací štáb“. Vzhledem k tomu, že členové Sokola byli protiněmecky zaměřeni, počítalo se s tím, že Sokol bude časem Němci zakázán a jako organizace s největší pravděpodobností i rozpuštěn. V tom případě měl spojovací štáb udržovat spojení s podřízenými sokolskými funkcionáři. To umožnilo další (podzemní) existenci Sokola. Zároveň se počítalo se vznikem mimo-sokolských (okolních) odbojových struktur, které se budou postupně formovat i v jiných profesních či zájmových skupinách protektorátního obyvatelstva (zaměstnanci pošt, železniční zaměstnanci, apod.) Kalkulovalo se s jejich připojením k ilegálně organizovaném Sokolu v pravý čas, až nazrají podmínky k zahájení a vedení boje za samostatný československý stát.
Dr. Augustin Pechlát stál v čele spojovacího štábu od jeho založení. Koncem léta 1939 jej kontaktoval divizní generál Hugo Vojta. Hugo Vojta byl sám členem ČOS, angažoval se jako cvičitel a byl přeborníkem vinohradské sokolské jednoty. Současně byl též spoluzakladatelem a prvním zemským velitelem (za oblast Čechy) ilegální vojenské organizace Obrana národa (ON). Spolupráce Sokola a ON byla navázána na schůzce ve formátu: prof. Ladislav Vaněk, generál Hugo Vojta a brigádní generál Bohuslav Všetička (spoluzakladatel Obrany národa a její první zemský velitel za oblast Moravy).
Funkci tajného spojovacího štábu zastávala na oficiální bázi tzv. Komise pro styk se župami. Její vznik inicializoval náčelník Antonín Pechlát s podporou starosty Josefa Truhláře na základě oprávněné obavy z možného rozpuštění ČOS. Komise se ustavila během července 1939 v ústředí Sokola. V čele spojovacího štábu Sokola stál zpočátku Augustin Pechlát. Poté, co byl Pechlát zatčen 3. července 1941 gestapem byl do čela této „Komise“ jmenován náčelník župy Scheinerovy prokurista Otakar Klich. V „Komisi“ pracovali ještě: Ladislav Vaněk, Bohumil Havel, František Bláha, Svatopluk Svoboda, Jan Plánička a Evžen Prenniger. Úkoly jakož i samotná existence této „Komise“ byly pečlivě utajovány a nevěděli o ní ani ostatní členové náčelnictva ČOS. „Komise“ se scházela zcela samostatně v Pechlátově úřadovně v Tyršově domě a to ve stejný den, ale vždy až po skončení běžných schůzek náčelnictva.

Osobnosti sokolského a vojenského odboje
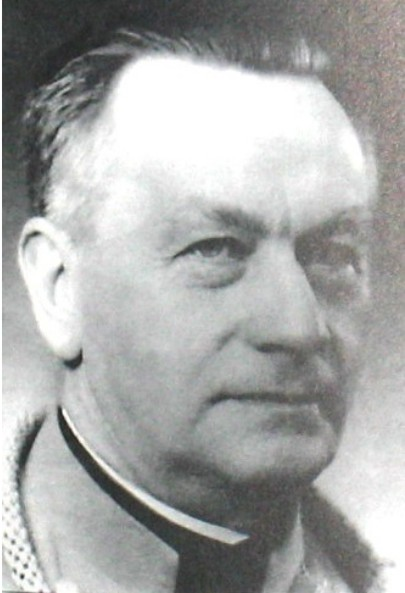
Augustin Pechlát
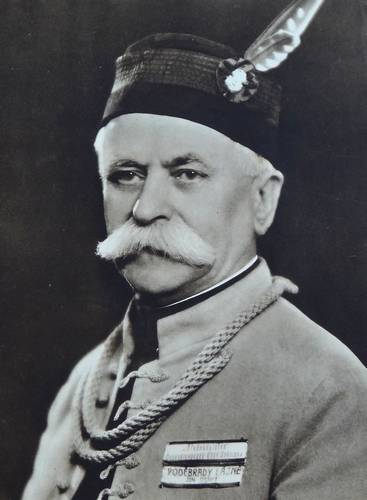
Josef Truhlář
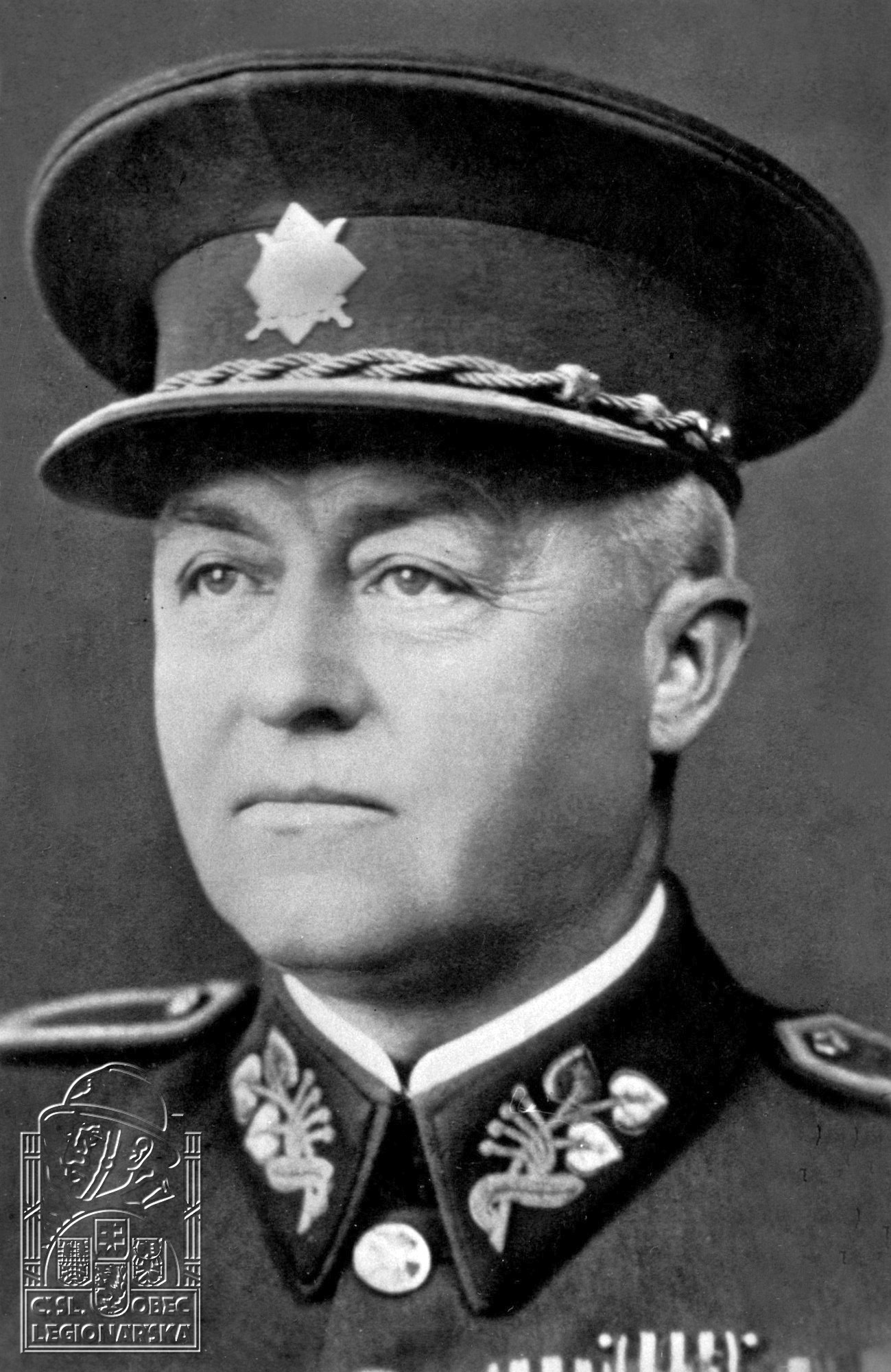
Hugo Vojta
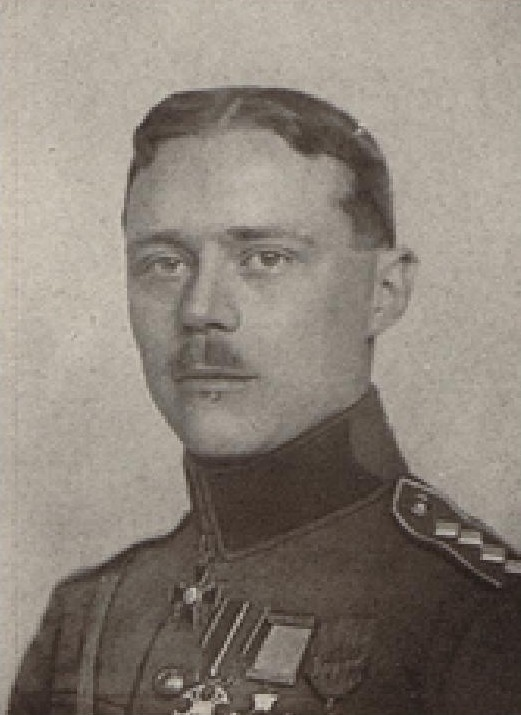
Bohuslav Všetička

Otakar Klich se dostal do vyšších pater vedení ilegálního sokolského odboje, když byla 4. července 1941 na schůzce na Slovanském ostrově (Žofíně) ustavena tzv. Sokolská revoluční rada (SRR). Tato „Rada“ měla fungovat jako nové vedení sokolského odboje, byla čtyřčlenná v následujícím složení:
- předseda: Antonín Hřebík (krycí jméno Karel Heller);
- náměstek předsedy: Antonín Benda (krycí jméno Václav Vorel);
- hospodářská agenda: Otakar Klich (krycí jméno Aga Podlipný);
- vedoucí sokolské odbojové sítě Ladislav Vaněk (krycí jméno Jindra Sklenář), který měl na starosti rovněž styk s ostatními odbojovými organizacemi.

Tento ilegální orgán fungoval do konce září 1941, kdy byla jeho činnost přerušena (pracoval tedy asi dva měsíce od svého vzniku), takže se stačila uskutečnit jen jediná jeho schůzka, která se konala na Zbraslavi 14. září 1941.

Ostatní členové Sokolské revoluční rady
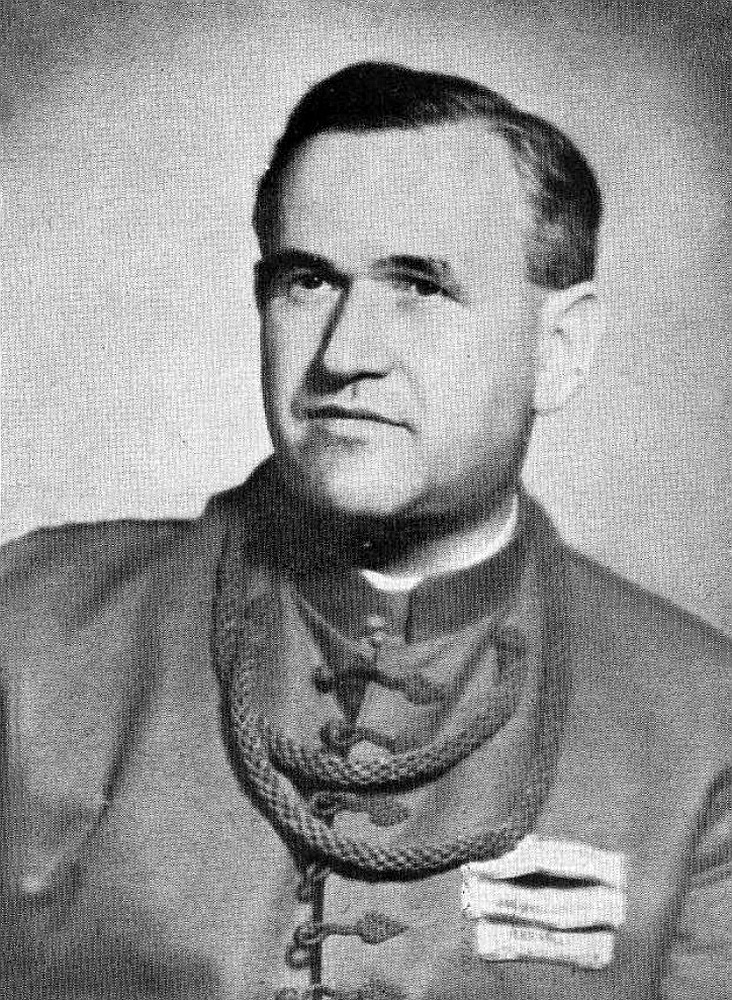
Antonín Hřebík (1945 až 1948)
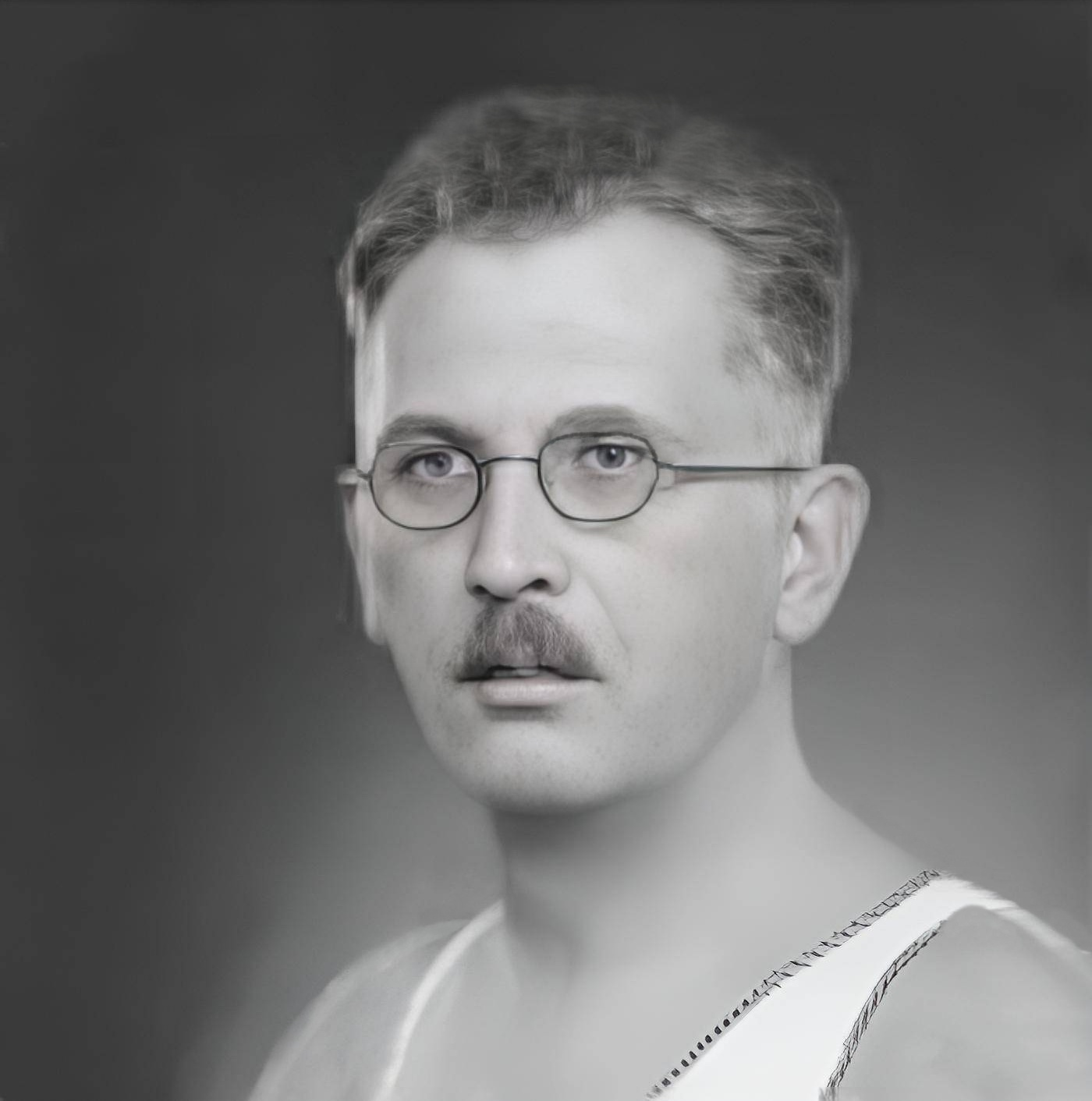
Antonín Benda
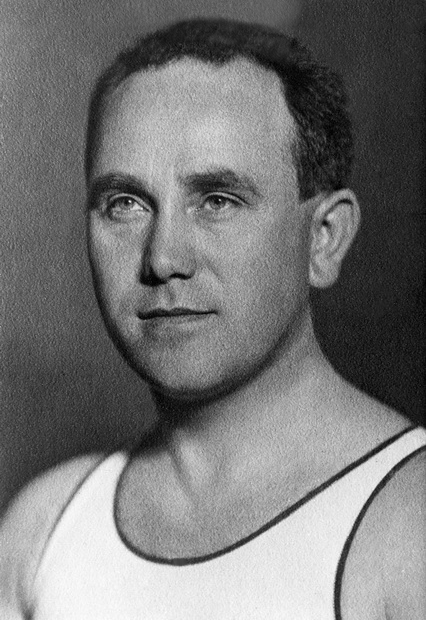
Ladislav Vaněk v sokolském cvičebním úboru

Tajný sokolský spojovací štáb (alias Komise pro styk se župami) byl (pod vedením Otakara Klicha) dobudován do října 1941 a Sokol jako organizace tak získal (krom oficiálních řídících struktur) i ilegální proorganizování. Německé bezpečnostní složky o této skutečnosti sice nevěděly, ale zato měly pozitivně zjištěno, že sokolští funkcionáři vykazovali opakovaně a zcela zjevně nepřátelské postoje vzhledem k říši. Tento fakt byl podnětem k rozpuštění Sokola (říjen 1941) a uvalení ochranné vazby na vybrané sokolské funkcionáře. Zásahem Němců tak byla v říjnu 1941 podstatná část ilegálního sokolského vedení rozvrácena a tajný spojovací štáb byl tímto úderem zničen.
Německému zátahu neunikl ani Otakar Klich. Po zatčení německými bezpečnostními složkami byl vyslýchán a vězněn v ochranné vazbě. Z věznice gestapa v Malé pevnosti Terezín byl 14. ledna 1942 deportován do koncentračního tábora Osvětim, kde (ještě před vykonáním rozsudku) zemřel 18. dubna 1942.

## Připomínka
Na hřbitově v pražském Braníku se nachází kenotaf věnovaný Otakaru Klichovi. Na kenotafu je nápis: OTAKAR KLICH / * 10.5.1896 + 18.4.1942 / V OSVĚTIMĚ / ČLEN PŘEDSEDNICTVA A NÁČELNICTVA Č.O.S. / A NÁČELNÍK ŽUPY PRAŽSKÉ - SCHEINEROVY.